# Galp
La Galp Energia è una azienda portoghese operante nel settore petrolifero e del gas. È stata fondata il 22 aprile 1999 come GALP – Petróleos e Gás de Portugal SGPS, S.A. in seguito alla riorganizzazione del settore energetico portoghese, e dalle ceneri della vecchia Galp, fondata nel 1977 dalla fusione di diverse aziende energetiche nazionali del paese.

## Business units
Galp Energia opera secondo le seguenti quattro divisioni di business:
- Esplorazione e produzione
- Raffinazione e marketing
- Gas naturale: fornitura e distribuzione
- Energia

## Azionisti
- 2009
  - Eni – 33,34%
  - Amorim Energia, B.V. – 33,34%
  - Parpública – Participações Públicas (SGPS), S.A. – 7%
  - Caixa Geral de Depósitos, S.A. – 1%
  - Altri – 25,32%